# 大幸球場
大幸球場（だいこうきゅうじょう）は、かつて愛知県名古屋市東区鍋屋上野町字中川（現在の大幸南二丁目）にあった野球場である。

## 概要

### 概説
1950年（昭和25年）、愛知学芸大学（現在の愛知教育大学）名古屋施設設備後援会が、三菱重工業所有の用地の権利を取得し、その後、整備が行われ開場した。現在の中日ドラゴンズの本拠地であるナゴヤドームから至学館高等学校を挟んで東側にあった。
開場以来、長く愛知大学野球連盟の大会の主に二部および三部の試合会場に利用された。また、昭和40年代には、中日ドラゴンズの二軍の練習拠点として使用されていた。
なお、矢田川河川敷の名古屋市営大幸公園野球場を大幸球場と呼ぶことがあるが、全く関係がない。

### 住宅団地化
1980年（昭和55年）9月、財団法人大幸財団（現在の公益財団法人大幸財団）の設立に伴い、同財団に寄付されると、住宅団地への再開発計画が決まり、1981年（昭和56年）限りで閉鎖された。主に住宅・都市整備公団（現在の都市再生機構）のアーバニア大幸南やサンハイツ鍋屋上野などの住宅団地として整備され、現在に至っている。

## 交通
- 砂田橋駅（名古屋市営地下鉄名城線・名古屋ガイドウェイバス志段味線（ゆとりーとライン））から徒歩で約3分。
  - 球場開設当時は地下鉄・名古屋ガイドウェイバス志段味線（ゆとりーとライン）は未開通。公共機関としては名古屋市営バス「砂田橋」バス停が一番近かった。